# Tunnel Saint-Laurent
Tunnel Saint-Laurent of Tunnel du Vieux-Port is een tunnel voor het wegverkeer onder de haveningang van de Vieux-Port in de Franse stad Marseille.
De twee tunnelbuizen met elk twee rijstroken zijn 600 meter lang. De tunnel werd in 1967 voor het wegverkeer geopend.